# Oscar White
Oscar White (...) è un ex giocatore di football americano statunitense, che ha giocato come cornerback.